# Carolina López Rodríguez
Carolina López Rodríguez (nascida em 15 de setembro de 1975) é uma velejadora paralímpica espanhola. Participou dos Jogos Paralímpicos de Verão de 2012 em Londres.